# Lars Hedner
Lars Hedner, né le 27 mai 1967, est un ancien athlète suédois, spécialiste du sprint, mesurant 1 mètre 88 et pesant 78 kg.
Il est finaliste olympique (cinquième) en 1996 du relais 4 fois 100 mètres avec ses compatriotes Peter Karlsson, Torbjörn Mårtensson et Patrik Strenius.

## Meilleurs temps
- 100 m : 10 s 34 à Göteborg (1994)
- 200 m : 20 s 61 à Sollentuna (1995)
- relais 4 × 100 m : 38 s 63 à Atlanta (1996), record national (non battu en 2009)